# Luigj Gurakuqi
Luigj Gurakuqi (İşkodra, 1879. február 19. – Olaszország, Bari, 1925. március 2.) albán politikus, pedagógus, publicista, költő. Az albán nemzeti függetlenségi mozgalom, majd a nemzetállammá válás korszakának jeles alakja, később a Zogu ellenzékét alkotó polgári demokratikus erők képviselője volt. 1912–1914-ben, 1918–1920-ban hazája oktatásügyi minisztere volt, az 1920-as évek több kormányában pedig rövid ideig a belügyi és a pénzügyi tárcákat is vezette. Az első albán tanítóképző intézet, a Shkolla Normale az ő igazgatása alatt kezdte meg működését 1909-ben Elbasanban. Több albán nyelvű tankönyv megírása, valamint egy kötetnyi, többnyire hazafias vers fűződik a nevéhez.

## Életútja
Apja konzuli hivatalnok volt İşkodrában (ma Shkodra). A jezsuiták helyi tanintézetében, a Collegium Xaverianumban végezte középiskolai tanulmányait. Tizennyolc évesen, 1897-ben elhagyta hazáját, és a San Demetrio Corone-i (albán nevén Shën Mitri-i) arberesek Szent Adrián Kollégiumában (Collegio di Sant’Adriano) tanult. A későbbiekben három éven keresztül orvosi tanulmányokat folytatott Nápolyban és Firenzében, de orvosi oklevelet végül nem szerzett.
1908-ban, az ifjútörök forradalmat követően visszatért Albániába és csatlakozott a függetlenségi mozgalomhoz. Gjergj Fishtával együtt képviselte a shkodrai Bashkimi (’Egység’) közművelődési egyesületet az 1908-as manasztiri kongresszuson, amelynek célja az egységes albán ábécé és irodalmi nyelv alapjainak megteremtése volt. 1909 szeptemberében résztvevője volt az albán nyelvű közoktatás kérdéseit megvitató elbasani kongresszusnak. 1909. december 1-jén az első albán tanítási nyelvű tanítóképző, az elbasani Shkolla Normale igazgatójává nevezték ki.
Oktatói munkája mellett aktívan részt vett a Porta-ellenes függetlenségi harcok szervezésében. 1911. június 23-án az albán nemzeti ügy emblematikus figurája, Ismail Qemali oldalán elnökölte az észak-albániai felkelők gerçai gyűlését, amelyen megfogalmazták és kihirdették az albánságnak a Portával és az európai nagyhatalmakkal szembeni követeléseit. 1912-ben részt vett a dél-albániai fegyveres mozgalmakban, emellett titkári feladatokat látott el Qemali mellett. 1912 márciusában Üsküpbe (ma Szkopje) és Yakovába (ma Gjakova), majd Qemali kíséretében Bukarestbe látogatott, hogy támogatókat keressen egy nyílt ellenálláshoz, valamint a Koszovót is magában foglaló albán autonóm terület, esetleg egy új nemzetállam ügyéhez. Qemali kíséretében 1912 novemberében Triesztből Durrësbe hajózott, majd 1912. november 28-án jelen volt Vlorában, a független Albánia kikiáltásának aktusán. A november 29-én felálló, Ismail Qemali vezette első nemzeti kormányban az oktatásügyi minisztérium vezetését bízták rá. A Qemali-kormány felbomlásáig, 1914. január 15-éig irányította a tárcát.
Amikor 1915. június 27-én, a világháború zűrzavarában montenegrói csapatok szállták meg szülővárosát, Shkodrát, az ott tartózkodó Gurakuqi fogságba került és montenegrói börtönben sínylődött 1916 januárjáig, amikor az Osztrák–Magyar Monarchia csapatai bevonultak Montenegróba és Észak-Albániába, és Gurakuqi kiszabadult börtönéből. Január 28-án más prominens albánok mellett ő is aláírta azt a shkodrai kommünikét, amelyben felszabadítókként üdvözölték a Monarchia hadseregét. 1916-ban részt vett az albán helyesírás alapjait megvető és az albán nyelvű tankönyvek kiadását segítő Albán Irodalmi Bizottság munkájában. Emellett feladatokat vállalt a Monarchia által megszállt Shkodra közigazgatásának megszervezésében, s oktatásügyi főbiztosként mintegy kétszáz albán tanítási nyelvű általános iskola megnyitásához járult hozzá. Az 1918. december 28-án felálló, Turhan Përmeti vezette ideiglenes durrësi kormányban ismét oktatási miniszteri kinevezést kapott. 1919-ben tagja volt a párizsi béketárgyalásokon megjelenő albán küldöttségnek.
Az 1921. április 21-én összeülő első választott albán nemzetgyűlésben Fan Noli mellett Gurakuqi volt a néppárti kormányzat, Amet Zogu liberális, polgári demokratikus ellenzékének egyik vezére. 1921. december 7-étől a rövid életű Hasan Prishtina-kormány belügyminisztere volt. Az újabb választásokat követően 1924. január 15-én felálló nemzetgyűlésben a Noli és Gurakuqi vezette demokraták nyertek el a 105 parlamenti mandátumból harmincötöt, ezzel a legnépesebb frakciót alkották, de az erőviszonyok miatt kormányalakításra nem vállalkozhattak. Az 1924 májusában a Gurakuqi által megszövegezett, nyílt felkelésre buzdító manifesztumot Vlorában elfogadták az ellenzék képviselői. Az ennek nyomán kitörő kormányellenes fegyveres megmozdulások során Észak-Albániában Gurakuqi vezetése és Rexhep Shala katonai parancsnoksága alatt harcoltak a lázadók. Az ennek nyomán győzelemre vitt júniusi forradalom a Zoguhoz hű kormány lemondatásához, majd június 16-án egy Noli vezette polgári demokratikus kormányzat felállításához vezetett, amelyben Gurakuqi a pénzügyminiszteri posztot kapta.
1924 augusztusában Gurakuqi Genfbe utazott, hogy az albán érdekeket képviselje a Népszövetség előtt. 1924 decemberében az időközben felfegyverkezett Amet Zogu elűzte a Noli-kormányt és erőszakosan visszaszerezte a hatalmat. Az ekkor Shkodrában tartózkodó Gurakuqi a Noli-kormány több tagjával egyetemben Olaszországba menekült.
Kevéssel később itt, Bari városában, egy kávéház előtt ölte meg egy feltehetően zogista ügynök, Ubaldo Stamola (vagy Balto Stamolla). Az 1925 szeptemberében Olaszországban lezajló per során a védelem először arra hivatkozott, hogy valójában az áldozat egyik társa követte el a gyilkosságot. Az emberölés hátterében húzódó indíték védőbeszédük szerint az volt, hogy Gurakuqi miniszterként pénzügyi visszaélést követett el, amikor a Zogu elől menekülő kormánytagok között az albán államkincstárból származó egymillió aranyfrankot osztott szét. A vádlott viszont vallomásában elismerte tettét, de felindulásra hivatkozott, miszerint megbeszélt munkainterjúja volt Gurakuqival a kávéházban, ahol a volt miniszter albániai kémtevékenységre akarta buzdítani. A bíróság a tettest degenerált személyiségként írta le, a vádat felindulásból elkövetett emberölésre módosították, de végül ez alól is felmentették.
Kortársai Ismail Qemali feltétlen híveként, intelligens, de könnyen korrumpálható emberként emlékeztek vissza Luigj Gurakuqira.

## Munkássága
Közéleti szerepvállalása elsősorban oktatásügyi kérdésekre, az albán közoktatás és közművelődés szervezésére irányult. A századfordulón Nápolyban közeli ismeretségbe került az arberes közösség jeles irodalmi és politikai alakjaival, és ösztönzésükre megírta az albán nyelv prozódiájának első összefoglalását (Vargënimi n'gjuhë shqype, Napoli, 1906). Ekkor és ezt követően több iskolai tankönyvet és iskolai szöveggyűjteményt írt Lek Gruda vagy Jakin Shkodra álnéven. Az elbasani tanítóképző intézet első igazgatójaként, majd oktatásügyi szakpolitikusként különösen nagy hangsúlyt helyezett az anyanyelvi és a természettudományos oktatásra.
Shkodrai jezsuita tanárai, Ndoc Xanoni és Gaspër Jakova Merturi ösztönzésére kezdett verseket írni olasz, latin és albán nyelven, utóbbiakat Elçija i Zemers t’Jezu Krisctit című periodikájukban közre is adták. A San Demetrio Corone-i kollégiumban tanárai közé tartozott Jeronim de Rada, aki nagy hatást gyakorolt a fiatal Gurakuqira. Ekkor írta meg első hazafias verseit, amelyekért az oszmán hatóságok távollétében életfogytiglani börtönre ítélték. Többnyire hazafias, a honvágyat és az albán múlt nagyjait megverselő, romantikusan nacionalista, helyenként realista, igényes nyelvezetű és gondosan megformált költeményeinek gyűjteménye csak halálát követően jelent meg Gjon Kamsi szöveggondozásában (Vjersha, ’Versek’, Bari, 1940). Néhány versében a szatirikus társadalomkritika hangján szólalt meg.
A kommunista korszakban A Nép Hőse (Hero i Popullit) cím posztumusz kitüntetettje volt. 1991. május 29-én szülővárosa, Shkodra újonnan alapított egyeteme nagy szülötte előtti tisztelgésül felvette Luigj Gurakuqi nevét.